# 喀山州
喀山州（俄语：Каза́нская о́бласть）是蘇聯俄羅斯蘇維埃聯邦社會主義共和國韃靼斯坦蘇維埃社會主義自治共和國屬下的一個州。首府喀山。另轄澤列諾多爾斯克和38縣。
1952年5月8日成立，作為在較大的自治共和國中建州的嘗試，但由於計劃證實失敗，1953年4月30日被撤銷。